# Diocèse de Trévise
Le diocèse de Trévise (en latin: Dioecesis Tarvisina) est une entité de l'Église catholique faisant partie du patriarcat de Venise. Il relève de la région ecclésiastique des Trois Vénéties. Son territoire couvre une partie de la province trévisane et possède aussi des paroisses dans les provinces padouane, vénitienne et vicentine. Il compte 905 000 habitants en 2014, toutefois, il n'y a que 805 000 personnes baptisées. Il est actuellement géré par Mgr Michele Tomasi.

## Territoire
Délimité au nord-ouest par les préalpes trévisane, à l'est par le Piave, ce sont les frontières naturelles du diocèse. À l'ouest et au sud la limite se situe entre les villes de Mussolente, Tombolo, Camposapiero et enfin Miranese. Ensuite, la délimitation continue ensuite vers Venise et Quarto d'Altino.
Au centre se situe la ville de Trévise, le siège du diocèse où le bâtiment principal est la cathédrale de San Pietro.
Ne couvrant qu'une partie de la province de Trévise, le diocèse empiète aussi sur les provinces voisines de Padoue, Vicence avec Mussolente et Venise.
Le diocèse comporte 265 paroisses regroupés en 14 doyennés. Il y a en tout 441 lieux de cultes sur le territoire régit par l'évêque.

### Paroisses

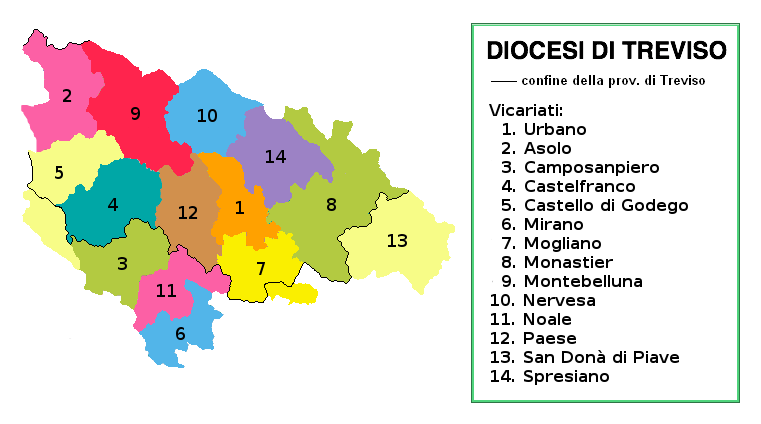
La carte des doyennés.

Les paroisses sont regroupées dans les doyennés suivants :
- Doyenné urbano (avec le siège à Trévise, se trouvant être la cathédrale)
- Doyenné d'Asolo (avec le siège à Asolo)
- Doyenné de Camposampiero (avec le siège à Camposampiero)
- Doyenné de Castelfranco (avec le siège à Castelfranco Veneto)
- Doyenné de Castello di Godego (avec le siège à Castello di Godego)
- Doyenné de Mirano (avec le siège à Mirano)
- Doyenné de Mogliano (avec le siège à Mogliano Veneto)
- Doyenné de Monastier (avec le siège à Monastier di Treviso)
- Doyenné de Montebelluna (avec le siège à Montebelluna)
- Doyenné de Nervesa (avec le siège à Nervesa della Battaglia)
- Doyenné de Noale (avec le siège à Noale)
- Doyenné de Paese (avec le siège à Paese)
- Doyenné de San Donà di Piave (avec le siège à San Donà di Piave)
- Doyenné de Spresiano (avec le siège à Spresiano)

### Collaboration pastorale
À la vue de la diminution de la population fidèle, le diocèse de Trévise a décidé en 2013 de créer une collaboration pastorale pour résoudre ce problème et a pour objectif de renverser la tendance, de former les adultes et les opérateurs pastoral. De plus il tend vers une nouvelle évangélisation et une augmentation des communions,.

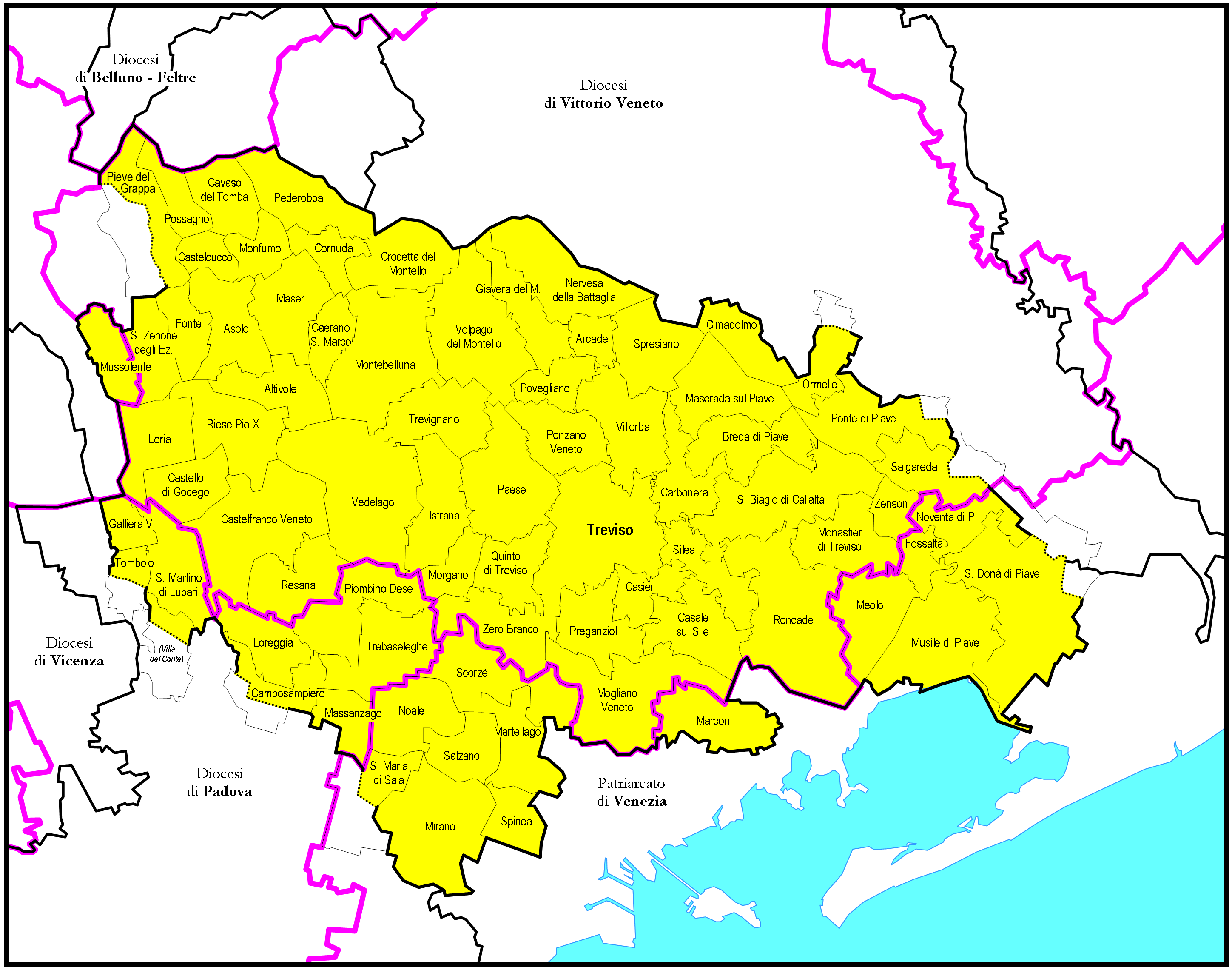
Territoire actuel du diocèse.

## Missions extérieures
Les dons des fidèles des paroisses appartenant au diocèse de Trévise ont permis l'édification de plusieurs églises dans d'autres continents dont :
- Manaus (Brésil)
- San Juan Bautista Neembucu (Paraguay)
- Sere, Fianga et Tikem (Tchad)
- Chili
- Équateur

## Histoire

### Origines
Lors de l'Antiquité, la région couverte par le diocèse était intégrée dans la Regio X Venetia et Histria. L'évangélisation remonte selon une tradition au Ier siècle par le biais de Prosdocime, qui fut envoyé par saint Pierre pour évangéliser la région. Il fut de même le premier évêque de Padoue et y a établi et organisé l'Église. Cependant, on peut affirmer à une christianisation de Trévise et ses environs au cours du IVe siècle.
Toutefois, Trévise, alors Tarvisina, municipe de l'Empire romain était loin de devenir une place importante de la vie religieuse de la région. En effet, à quelques kilomètres se situe la ville d'Altino où se trouvait alors Héliodore qui faisait partie de l'école d'Aquilée. Héliodore d'Altino fit partie du concile d'Aquilée en 381, les tensions entre les ariens et les premiers chrétiens.
Les invasions barbares participeront au développement de Trévise. En effet, les villes d'Aquilée et d'Oderzo étant détruites, le centre religieux se place donc à Trévise. Ainsi, ce sont plusieurs reliques qui sont transférées dans la ville vénitienne. La plus importante des reliques est probablement celle de saint Liberal, disciple d'Héliodore et protecteur de la foi contre les ariens, qui devient alors le patron de la ville et du diocèse. C'est aussi à cette époque que les reliques des saints Theonistus, Tabra, et Tabratha commencent à être vénérées. Le diocèse s'élargit encore en englobant les territoires entre les rivières Musone et Sile.
C'est au cours du VIe siècle qu'est construite la cathédrale de Trévise, le centre du diocèse sur les bases d'un ancien temple.
Il est historiquement établi qui le premier évêque fut Félix Ier, cité par son compagnon Venance Fortunat et par l'historien Paul Diacre. Ce dernier raconte qu'en 569, Félix traversa le fleuve Piave pour aller à la rencontre du roi lombard Alboïn. Bien que l'action fût risquée, elle fut couronnée de succès puisque cette rencontre évita la destruction du diocèse et permis d'englober les territoires appartenant autrefois aux diocèses d'Aquilée et d'Oderzo.
Les successeurs de Félix Ier, Rustico et Félix II vont faire partie des évêques participants au schisme des trois chapitres et faire sécession avec le pape jusqu'au VIIe siècle.

### Moyen Âge
L'époque médiévale est caractérisée par la diffusion et la structuration territoriale à partir des quatre archipresbytérats qui composait le diocèse durant la période carolingienne (Quinto, Cornuda, Godego et Mestre). Ces derniers avaient la responsabilité des pièves et des chapelles. Le diocèse s'agrandit une fois de plus avec l'ajout du diocèse d'Asolo par l'empereur Otton Ier en 969.
À partir du VIIIe siècle commence la construction des premiers bâtiments religieux d'envergure. Les habitants de San Zeno construisirent le monastère des Saints Pierre et Theonistus à Casier. Ensuite, ces derniers furent rejoints par les nonantolani à Lanzago pour créer le chapitre de la cathédrale de Trévise. Cette présence montre un développement des bénédictins dans la région trévisane. Au Xe siècle, cette tendance bénédictine s'affirme avec la construction de monastères à Mogliano Veneto (S. Maria Assunta) et à Monastier (S. Maria Del Pero). Cette extension continue dans les XIe et XIIe siècle avec des monastères dédiés aux hommes et aux femmes.
Au XIe siècle, la cathédrale est transformée en style roman et une crypte y est intégrée sous l'impulsion de l'évêque Rotari Ier.

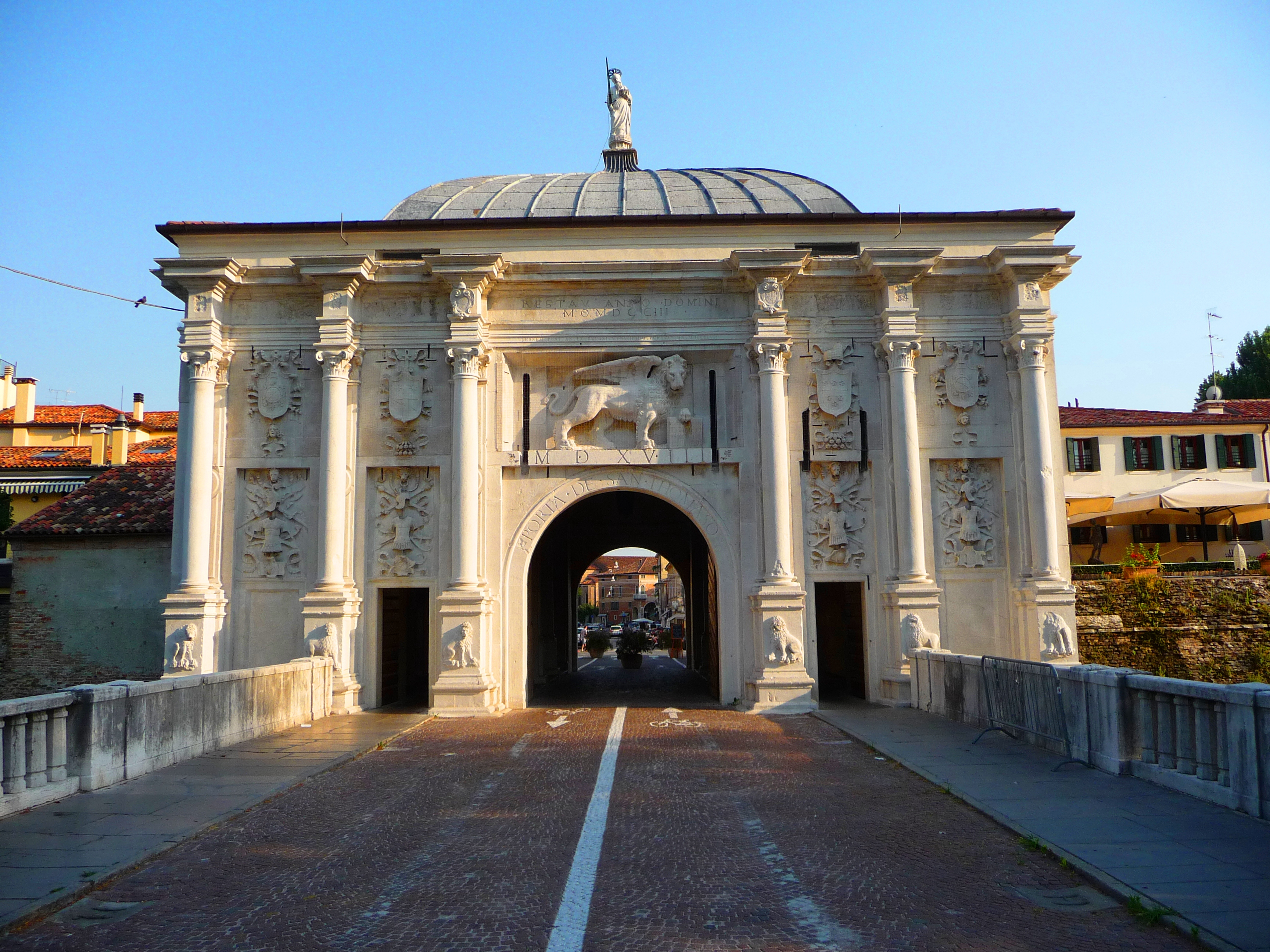
Porte San Tomaso de Trévise qui montre la présence de Venise dans la ville.

Afin de revitaliser la vie religieuse de la ville et du diocèse, les ordres mendiants sont arrivés au début du XIIIe siècle. Successivement apparaisse les franciscains, les dominicains, les augustins et enfin le second ordre des moniales. Ce développement religieux entraîne un essor des études et un engagement plus prononcé de la spiritualité laïque avec la création du Tiers ordre.
Ainsi, des religieux provenant du diocèse deviennent des personnalités importantes de l'Église. En effet, le confesseur San Parisio, directeur spirituel de l'ordre à San Cristina, le bienheureux Nicolò di Boccasio, devenu pape Benoît XI, et le bienheureux Henri de Bolzano montrent l'intensité religieuse de l'époque.
Le diocèse est victime de la répression de Ezzelino III da Romano vers 1250 avec, entre autres, l'emprisonnement de l'évêque Adalberto III Ricco. En 1329, le diocèse fait partie du territoire de la famille Della Scala.
À partir de 1389, les terres du diocèse sont sous le contrôle de la république de Venise. Cette appartenance apporta une stabilité économique, politique et marque de grands progrès culturel. Cependant la vie religieuse ne connaît pas ce même engouement. Plusieurs évêques tenteront de changer cette situation avec une série de réformes. Les congrégations religieuses se multiplient donc pour ranimer la vie spirituelle.
L'évêque Lotto Gambacorta est élu en 1394, il promeut le culte de Saint Libéral et place ses reliques dans la crypte de la Cathédrale.

### Époque moderne

#### Période pré-italienne
La Réforme protestante est diffusée par Francesco Pisani. En pleine époque de trouble dans l'Église, cette position initie un changement dans le comportement du clerc de Trévise. Plusieurs synodes et visites pastorales ont lieu et le protestantisme n'arrive pas à s'installer dans le diocèse. Toutefois, après le dogme de la Trinité, plusieurs religieux retourne à un christianisme « pur », évoqué par Luther, dans la ville de Spresiano. Pisani finit par démissionner de sa fonction d'évêque en 1557.
Bien qu'un siège inquisitorial existe depuis le XIIIe siècle, celui-ci réside à Venise ou à Vérone. Un siège inquisitorial est établi de façon permanente à Trévise après la bulle pontificale de Paul III Licet ab initio et des inquisiteurs prennent place à partir de 1550. La ville même de Trévise comporte dès cette époque plus de 200 paroisses.
La participation de Giorgio Corner, en relation avec Charles Borromée, au concile de Trente marque un tournant dans la vie du diocèse. Le séminaire diocésain est fondé. Il convoque de nombreuses synodes et multiplie les visites pastorales. Les évêques successifs viennent tous de Venise jusqu'en 1723 avec l'arrivée d'Augusto Zacco. Originaire de Padoue, ce nouvel évêque perpétue les synodes qui se sont multipliés depuis le concile de Trente. Le plus important se tint du 2 au 4 septembre 1727 sous le nom de Constitutiones promulgage in synodo dioccesana diebus 2 3 4 menais septembris.
Sous la bulle pontificale Injucta Nobis émise le 6 juillet 1751 par Benoît XIV met fin au patriarcat d'Aquilée dont dépendait le diocèse de Trévise. Ce dernier sera incorporé la même année à l'archidiocèse d'Udine.
Sous l'autorité vénitienne, le diocèse est contrôlé administrativement et financièrement par la Sérénissime. De plus, la rivalité entre Venise et Rome entraîne de fait une difficulté de communication entre le diocèse et l'autorité papale. Cette autorité se termine en 1797 par le traité de Campoformio et la fin de la république de Venise.
L'épiscopat de Bernardo Marin (1788-1817) coïncide avec la fin de la gouvernance de Venise. La stabilité politique que connaissait le diocèse depuis 1389 n'existe plus. En effet, le pouvoir change de main à sept reprises entre 1797 et 1813 entre les français et autrichiens. Le diocèse se trouve dans une situation délicate en jouant parfois le rôle de médiateur entre les pouvoirs. Les évêques tâchent de protéger les biens du clergé trévisan et la sécurité de la population. Durant cette période, les membres du clergé diocésain passe de 900 à 650.« Oggi martedì 2 novembre 1813 alle ore 5e mezza pomeridiane entrarono per porta S. Tommaso in Treviso le prime truppe imperiali austriache... » « Journal de Don Luigi De Gobbis » À partir de 1813, le diocèse est sous l'autorité de l'Autriche. Le diocèse doit alors porter fidélité à l'empereur autrichien. L'épiscopat prend exemple sur la position des autres diocèses pour éviter de subir des pertes aussi bien matérielles que financière. Menacé de fermeture par l'empire autrichien, il reprend sous la restauration (it) une activité normale et élargit par la même occasion son clergé. En 1818, le diocèse fait partie de la province ecclésiastique du patriarcat de Venise.

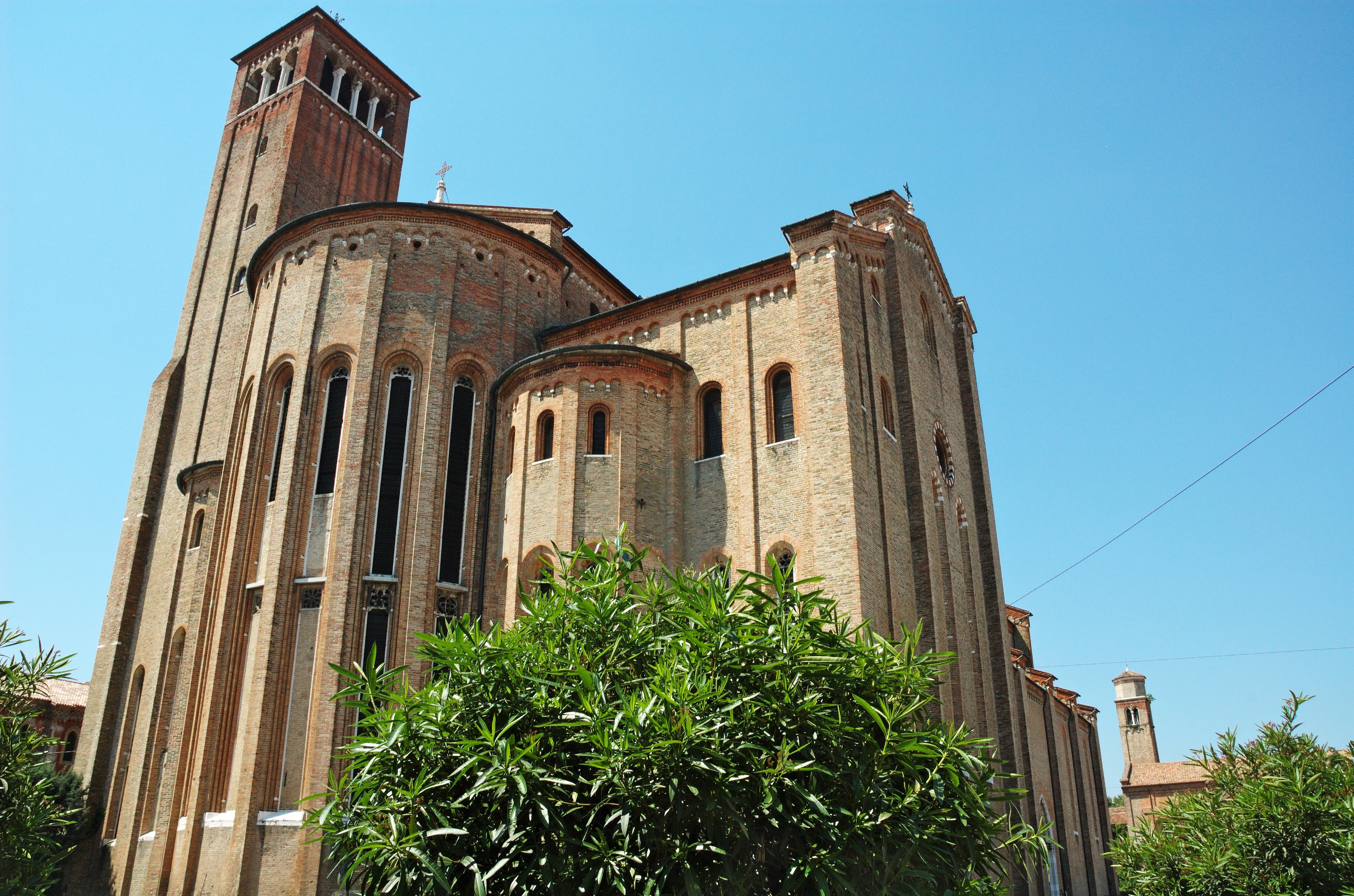
Église Saint Nicolas.

Après un siège vacant de 1817 à 1822, c'est Giuseppe Grasser qui prend les rênes du diocèse. Cette période est marquée par une stabilité politique retrouvée qui permet ainsi un renouveau des activités pastorales, un développement des édifices religieux et l'apparition de nouveaux ordres surtout féminin avec l'arrivée des Dorothéennes et des Canossiennes. Grasser pensa à transférer le séminaire à Saint Nicolas dans le couvent dominicain, mais ceci reste dans un stade de projet. Il s'impliqua dans la fondation de bibliothèque à destination de la population et à rendre l'enseignement accessible à tous. Grasser veut améliorer les fonctionnements de l'hôpital pour les personnes âgées, des usines et des écoles.
Cependant, comme ce fut le cas sous l'autorité vénitienne, les autrichiens font peser une pression considérable dans les domaines administratifs, financier et autoritaire sur le diocèse. Cette pression fut si forte que tout laisse à penser que de nombreux prêtres et aumôniers paroissiaux se sont joints à la population pendant la révolution de la république de Saint Marc et se sont battus de Mars à juin 1848,. Impliqué dans le gouvernement provisoire, certains professeurs et élèves du séminaire ont rendu difficile un retour à la normale du clergé trévisan.
La seconde moitié du XIXe siècle est marquée par la présence d'évêques éminents qui, outre le diocèse de Trévise, vont laisser leurs traces dans l'Histoire de l'Église catholique. Dès 1850, c'est par décret impérial, puis confirmé par Pie IX que Giovanni Antonio Farina — qui sera canonisé en 2014 par François — est nommé responsable du diocèse. Le fondateur de l'ordre des Sœurs de Sainte-Dorothée, Filles des Sacrés-Cœurs, destine son mandat à l'aide aux plus démunis et aux plus pauvres. Il encourage le catéchisme pour les plus jeunes et la formation doctrinale et culturelle pour le clergé. Cependant, il se retrouve pendant la totalité de son mandat confronté au chapitre de la cathédrale. C'est en partie à cause de ces troubles qu'il laisse le titre de diacre le 18 septembre 1858 à Giuseppe Sarto, originaire de Riese, futur Pie X.
Farina est transféré en 1860 au diocèse de Vicenza, c'est le théologien Frederico Maria Zinelli qui est placé à la tête du diocèse par le gouvernement des Habsbourg et confirmé par Pie IX. Participant au Concile Vatican I, Zinelli est aussi connu pour sa participation active à la rédaction de Pastor Æternus et au soutien qu'il porte à Giuseppe Sarto. La fin du siècle est présente une activité florissante du diocèse dans la vie économique, sociale et bien sûr religieuse avec la création d'associations à destination de la population. Trévise est le diocèse qui possède le plus de comités paroissiaux en Vénétie.

#### Période italienne
En 1865, le diocèse est intégré au nouveau royaume d'Italie. La même année, l'abbaye de Saint-Eustache (it) retourne sous la possession du diocèse. En 1892, le diocèse veut promouvoir son action auprès des trévisans et crée ainsi La Vita del Popolo, journal existant encore aujourd'hui.
Le début du XXe siècle introduit de nouveaux ordres religieux créés par des membres du diocèse. Parmi eux, les Filles de l'Église par Maria Oliva Bonaldo, le Petit Réfugié par Lucia Schiavinato (it) et l'Action Catholique par Luigi Stefanini.
Durant la période fasciste, les activités du diocèse sont limités à l'aspect religieuse. Affaiblie au niveau de son influence, l'institution continue à agir auprès de la population notamment à travers l'Action Catholique. Durant la seconde guerre mondiale et l'occupation allemande, l'évêque Mantiero a grandement participé à supporter la population et à défendre, malgré le commandement nazi, les victimes de toutes les couleurs politique et de toutes confessions. Cette action lui vaut d'être considéré comme un Defensor Civitatis. De plus, le 15 mai 1927 le dernier changement territorial est appliqué avec la bulle papale du 14 février 1927 qui cède les paroisses de Mestre, Carpenedo (it), Campalto, Favaro Veneto, Dese (it), Chirignago (it), Zelarino (it), Trivignano, Mira, Borbiago (it) et Oriago au diocèse de Venise.
Le diocèse est fortement impliqué dans la reconstruction de la vie culturelle et économique lors de l'après-guerre. La fin du siècle montre l'implication missionnaire plus forte. Cet essor des missions s'explique en partie comme une réponse à l'encyclique Fidei donum du pape Pie XII. On compte six missionnaires trévisans décédés des suites de cette implication internationale.
C'est Mgr Antonio Mistrorigo qui participe au Concile Vatican II. Les années qui suivent montrent une riche activité pastorale, qui sera appliqué dans le diocèse et dont le synode "Une Église qui marche ensemble" illustre cette application. La mise en œuvre du synode, dans les trois dimensions de la vie chrétienne: l'évangélisation, le culte et la charité, fait l'objet des premiers plans pastoraux de l'épiscopat de Mgr. Paolo Magnani (1989-2003). En 1996, à la fin d'une visite pastorale, il annonce une convention ecclésiastique qui insiste dans la formation et dans la mission, en particulier chez les jeunes, la famille et les paroisses. La préparation du Jubilé de l'an 2000 est marqué pour le diocèse de Trévise aussi par la préparation du XIVe Synode, dont le thème est : "La paroisse au centre de la vie spirituelle de la mission", qui est célébrée durant l'année jubilaire.

## Liste des évêques du diocèse

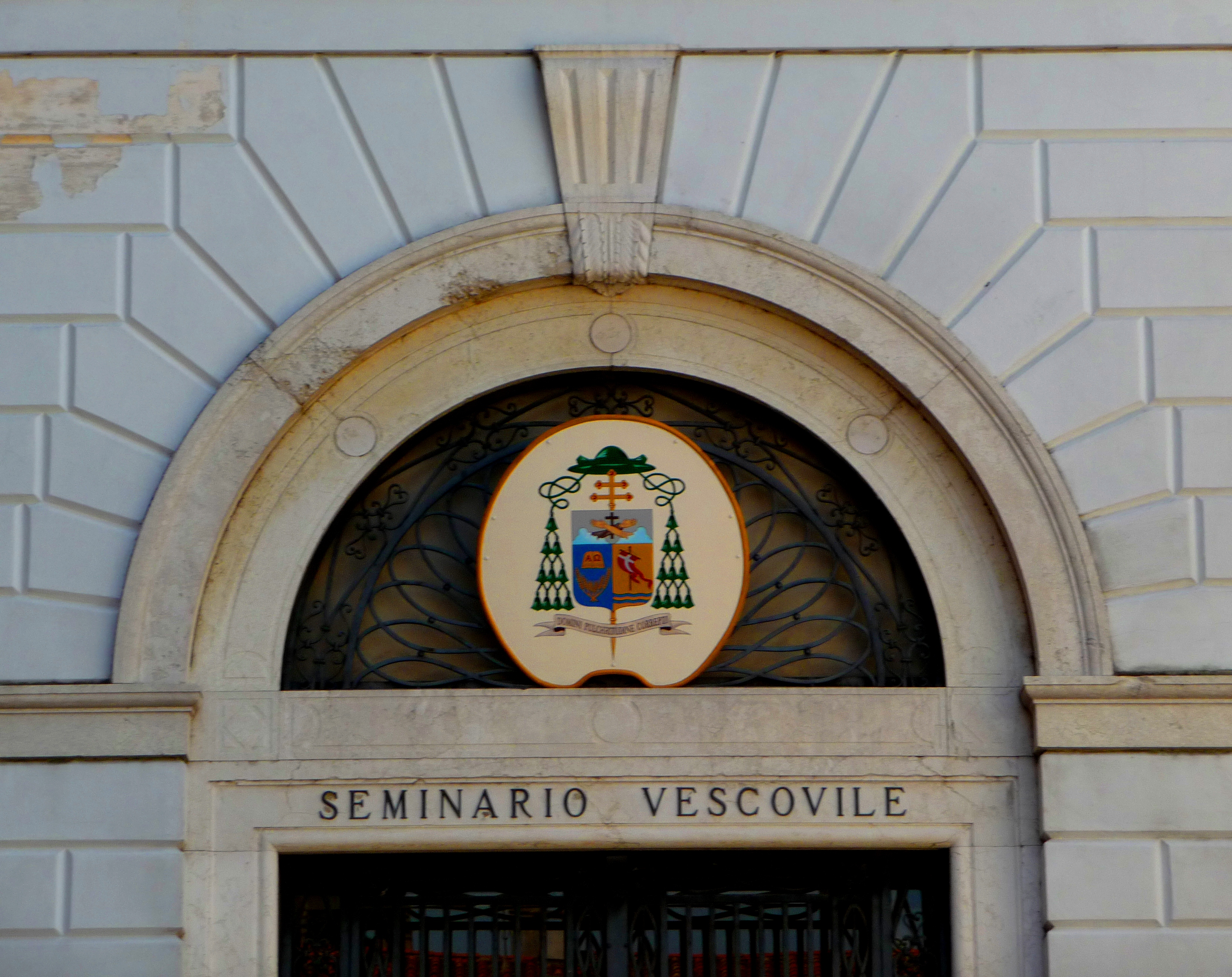
Siège de l'épiscopat de Trévise avec le sceau de l'évêque.

Le diocèse est fondé au IVe siècle, les évêques se succèdent depuis cette époque. Les premières traces écrites de l'activité du diocèse sont relative à l'épiscopat de Félix Ier.
- Jean il Pio (v. 396)
- Giocondo (v. 421)
- Elviando (v. 451)
- Félix Ier (564–569)
- Rustico (v. 579)
- Félix II (v. 590)
- Tiziano (v. 743)
- Fortunato da Trieste (777–803)
- Landolo (v. 810)
- Lupo (v. 814)
- Adeodato (826–859)
- Domenico (v. 866)
- Aladono (v. 880)
- Adalbert (904–930)
- Albéric (967–968)
- Rozo (969–998)
- Amelricus (1006–1015)
- Arnaldo (1021–1023/6)
- Rotari Ier (1026–1041)
- Rotari II (1046–1065)
- Volfranco (1065–1069/70)
- Acelino (1070–1073)
- Roland (1078–1089)
- Gumboldo (1096–1116/24)
- Grégoire (1131–1150)
- Boniface (v. 1152)
- Biancone (1153–1156)
- Ulderico III (1157–1179)
- Corrado II (1179–1197)
- Enrico di Ragione (1197–1199)
- Ambrogio (1199–1207)
- Tisone da Vidor (1209–1245)
- Gualtieri (1245–1255)
- Adalberto III Ricco (1255–1272)
- Presavio Novello (1279–1291)
- Tolberto Calza (1292–1305)
- Pandolfo da Lusia (1306–1310)
- Salomone de' Salomoni (1310–1322)
- Ubaldo de' Gabrielli (1323–1336)
- Pier Paolo Dalla Costa (1336–1351)
- Giovanni Malabayla (1351–1354)
- Azzone de' Maggi (1355–1357)
- Pileo de' Conti di Prata (1357–1359)
- Pierdomenico di Baone (1359–1384)
- Niccolo' Beruti (1384–1394)
- Lotto Gambacorta (1394–1407)
- Giacomo da Treviso (1409–1418)
- Giovanni Benedetto (1418–1437)
- Lodovico Barbo (1437–1443)
- Ermolao Barbaro (1443–1453)
- Marino Contarini (1454–1455)
- Marco Barbo (1455–1464)
- Teodoro Lelio (1464–1466)
- Francesco Barozzi (1466–1471)
- Pietro Riario (1471–1474)
- Lorenzo Zane (1474–1476)
- Giovanni o Zanetto (1476–1486)
- Niccolo' Franco (1486–1499)
- Bernardo Rossi (1499–1527)
- Francesco Pisani (1528–1564)
- Giorgio Corner (1564–1577)
- Francesco Corner (1577–1595)
- Lodovico Molin (1595–1604)
- Francesco Giustiniani (1605–1623)
- Vincenzo Giustiniani (1623–1633)
- Silvestro Morosini (1633–1636)
- Marco Morosini (1639–1645)
- Giovanni Antonio Lupi (1645–1668)
- Bartolomeo Gradenigo (1668–1682)
- Giovanni Battista Sanudo (1684–1709)
- Fortunato Morosini (1710–1723)
- Augusto Zacco (1723–1739)
- Benedetto De Luca (1739–1750)
- Paolo Francesco Giustiniani (1750–1787)
- Bernardino Marini (1788–1817)
- Giuseppe Grasser (1822–1829)
- Sebastiano Soldati (it) (1829–1849)
- Saint Giovanni Antonio Farina (1850–1860)
- Federico Maria Zinelli (it) (1861–1879)
- Giuseppe Callegari (1880–1882)
- Giuseppe Apollonio (it) (1882–1903)
- Bienheureux Andrea Giacinto Longhin Frères mineurs capucins (1904–1936)
- Antonio Mantiero (it) (1936–1956)
- Egidio Negrin (it) (1956–1958)
- Antonio Mistrorigo (1958–1989)
- Paolo Magnani (1989–2003)
- Andrea Bruno Mazzocato (it) (2003–2009)
- Gianfranco Agostino Gardin (it) OFMConv (2009-2019)
- Michele Tomasi (it) (depuis 2019)

## Statistiques
La population totale du diocèse est de 906 000 habitants en 2014, dont 89 % de catholiques.
|       | Population  | Population        | Population | Prêtres   | Prêtres   | Prêtres | Prêtres                | Diacres Permanent | Effectifs | Effectifs | Paroisses | Source |
| Année | Catholiques | Population totale | %          | Diocésain | Religieux | Total   | Catholiques par prêtre | Diacres Permanent | Hommes    | Femmes    | Paroisses | Source |
| ----- | ----------- | ----------------- | ---------- | --------- | --------- | ------- | ---------------------- | ----------------- | --------- | --------- | --------- | ------ |
| 1950  | 541 338     | 541 410           | 100.0      | 624       | 178       | 802     | 674                    |                   | 234       | 1 998     | 238       | ap1951 |
| 1969  | 570 573     | 570 830           | 100.0      | 585       | 262       | 847     | 673                    |                   | 379       | 2 210     | 250       | ap1971 |
| 1980  | 684 417     | 685 666           | 99.8       | 553       | 277       | 830     | 824                    | 1                 | 406       | 1 420     | 262       | ap1981 |
| 1990  | 720 405     | 727 256           | 99.1       | 518       | 247       | 765     | 941                    | 5                 | 393       | 1 289     | 265       | ap1991 |
| 1999  | 766 278     | 777 278           | 98.6       | 484       | 213       | 697     | 1 099                  | 12                | 305       | 1,036     | 265       | ap2000 |
| 2000  | 769 500     | 783 556           | 98.2       | 483       | 210       | 693     | 1 110                  | 16                | 302       | 1 026     | 265       | ap2001 |
| 2001  | 768 500     | 792 431           | 97.0       | 479       | 207       | 686     | 1 120                  | 16                | 298       | 1 016     | 265       | ap2002 |
| 2002  | 770 050     | 800 161           | 96.2       | 462       | 205       | 667     | 1 154                  | 17                | 295       | 990       | 265       | ap2003 |
| 2003  | 770 045     | 800 216           | 96.2       | 462       | 198       | 660     | 1 166                  | 17                | 279       | 955       | 265       | ap2004 |
| 2004  | 772 150     | 807 877           | 95.6       | 463       | 195       | 658     | 1 173                  | 17                | 273       | 941       | 265       | ap2005 |
| 2010  | 807 020     | 885 220           | 91.2       | 433       | 172       | 605     | 1 333                  | 22                | 229       | 822       | 265       | ap2011 |
| 2014  | 805 900     | 906 000           | 89.0       | 413       | 140       | 553     | 1 457                  | 22                | 163       | 546       | 265       | ap2015 |